# Monte Belo
Monte Belo este un oraș în Minas Gerais (MG), Brazilia.